# GDNF
GDNF (англ. Glial cell derived neurotrophic factor) – білок, який кодується однойменним геном, розташованим у людей на короткому плечі 5-ї хромосоми.  Довжина поліпептидного ланцюга білка становить 211 амінокислот, а молекулярна маса — 23 720.
| 10         |  | 20         |  | 30         |  | 40         |  | 50         |
| ---------- |  | ---------- |  | ---------- |  | ---------- |  | ---------- |
| MKLWDVVAVC |  | LVLLHTASAF |  | PLPAGKRPPE |  | APAEDRSLGR |  | RRAPFALSSD |
| SNMPEDYPDQ |  | FDDVMDFIQA |  | TIKRLKRSPD |  | KQMAVLPRRE |  | RNRQAAAANP |
| ENSRGKGRRG |  | QRGKNRGCVL |  | TAIHLNVTDL |  | GLGYETKEEL |  | IFRYCSGSCD |
| AAETTYDKIL |  | KNLSRNRRLV |  | SDKVGQACCR |  | PIAFDDDLSF |  | LDDNLVYHIL |
| RKHSAKRCGC |  | I          |  |            |  |            |  |            |

A: Аланін

C: Цистеїн

D: Аспарагінова кислота

E: Глутамінова кислота

F: Фенілаланін

G: Гліцин

H: Гістидин

I: Ізолейцин

K: Лізин

L: Лейцин

M: Метіонін

N: Аспарагін

P: Пролін

Q: Глутамін

R: Аргінін

S: Серин

T: Треонін

V: Валін

W: Триптофан

Кодований геном білок за функцією належить до факторів росту. 
Задіяний у таких біологічних процесах як поліморфізм, альтернативний сплайсинг. 
Секретований назовні.